# Vinice (Velké Hamry)
Vinice je část města Velké Hamry ležícím na severu České republiky v Libereckém kraji, okrese Jablonec nad Nisou. V katastrálním území města zabírá Vinice jeho jihozápadní část. Zástavba je situována podél pozemní silniční komunikace číslo III/28744, která spojuje Velké Hamry s městysem Zásada. Jihozápadně od Vinice se nachází nepojmenovaný vrchol dosahující výšky 617 m n. m. Na jeho severním úbočí pramení Zalamáňský potok, jenž tvoří levostranný přítok Průrubského potoka, přítoku Kamenice.
Pro přívržence cykloturistiky je Vinicí vedena jak cyklistická trasa číslo 4249, po níž se mohou dostat do centra Velkých Hamrů nebo do Zásady. Skrz Vinici je trasována též modře značená turistická trasa spojující Smržovku a Držkov. Přímo ve Vinici se na ní nachází rozcestník. U něj je zřízena autobusová zastávka, jediná ve Vinici, nazvaná „Zásada, Šisovna“. K roku 2019 tudy jezdí autobusová linka číslo 530852, která odtud umožňuje přímé spojení do Tanvaldu, Velkých Hamrů, Zásady či Držkova.

## Galerie

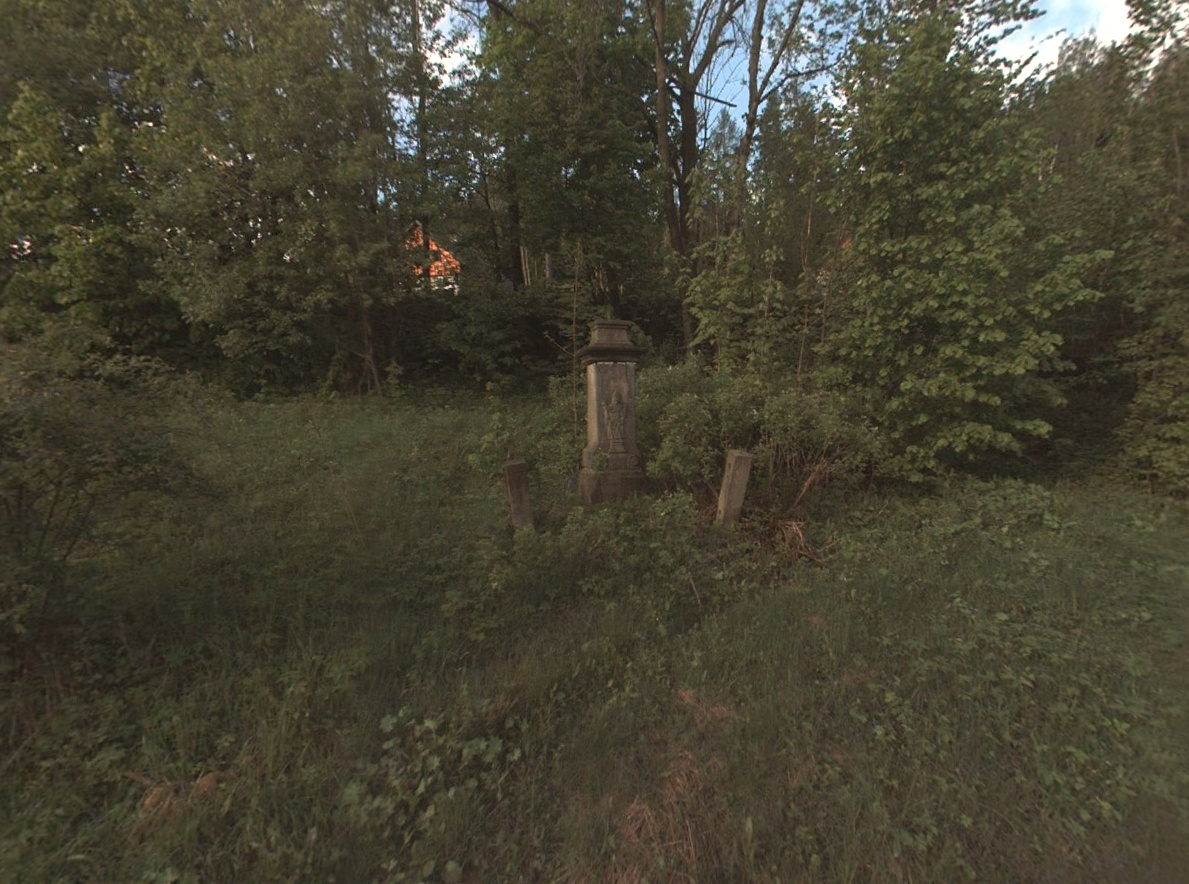
Drobná sakrální památka svatého Jána na vinici
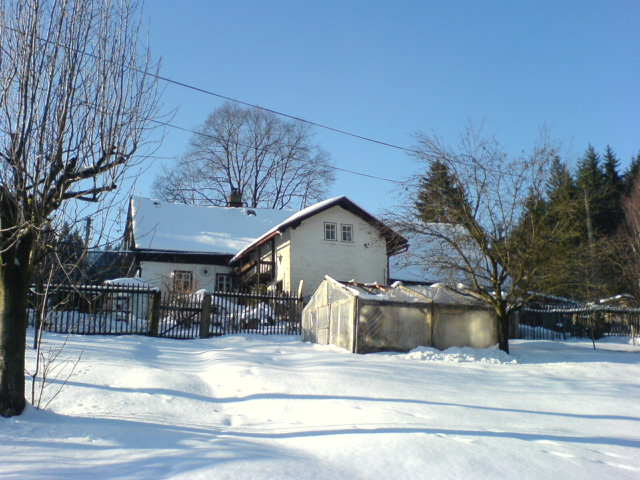
Jeden z domů na Vinici